# Šonov
Šonov (niem. Schönau) – wieś przygraniczna w  Czechach, w kraju kralovohradeckim.
Górska przygraniczna wioska, położona we wschodniej części Broumovskej kotliny, w Sudetach Środkowych, na wschód od Broumova na wysokości od 400 do 600 m n.p.m. u podnóża południowo-zachodniego zbocza, wschodniej części Gór Suchych. Jest to długa rozciągnięta wieś, charakteryzująca się wąską i luźną zabudową budynków, położonych po obu stronach, wzdłuż drogi, w dolinie cieku Šonovský potok – lewego dopływu Ścinawki (cz. Stěnava).
Pierwsza wzmianka o wsi pochodzi z 1300 roku.
W dolnej części wsi zabudowa przypomina miejską ulicę.

## Zabytki
- Kościół św. Małgorzaty w Šonovie, barokowy z początku XVIII wieku
- Kaplica cmentarna Marii Panny w Šonovie, neogotycka   z malowidłami sakralnymi
- Plebania
- Remiza strażacka; na budynku płycina z napisem w j. niem. Erbauth von der Gemeinde Schönau i.J. (in Jahre) 1862 (Zbudowana przez gminę Schönau w 1862 r.)
- Stodoła opactwa w Šonovie;  na budynku płycina z herbami opatów broumowskich i z inicjałami PAB (łac. Placidus Abbas Broumovienis / Placidus Opat Broumovski) i rokiem 1826. Placidus Beneš był opatem w latach 1818–1844[2][3]
- Gospodarstwa w stylu broumowskim z XIX wieku
- Wiele krzyży i kapliczek ustawionych wśród pól.

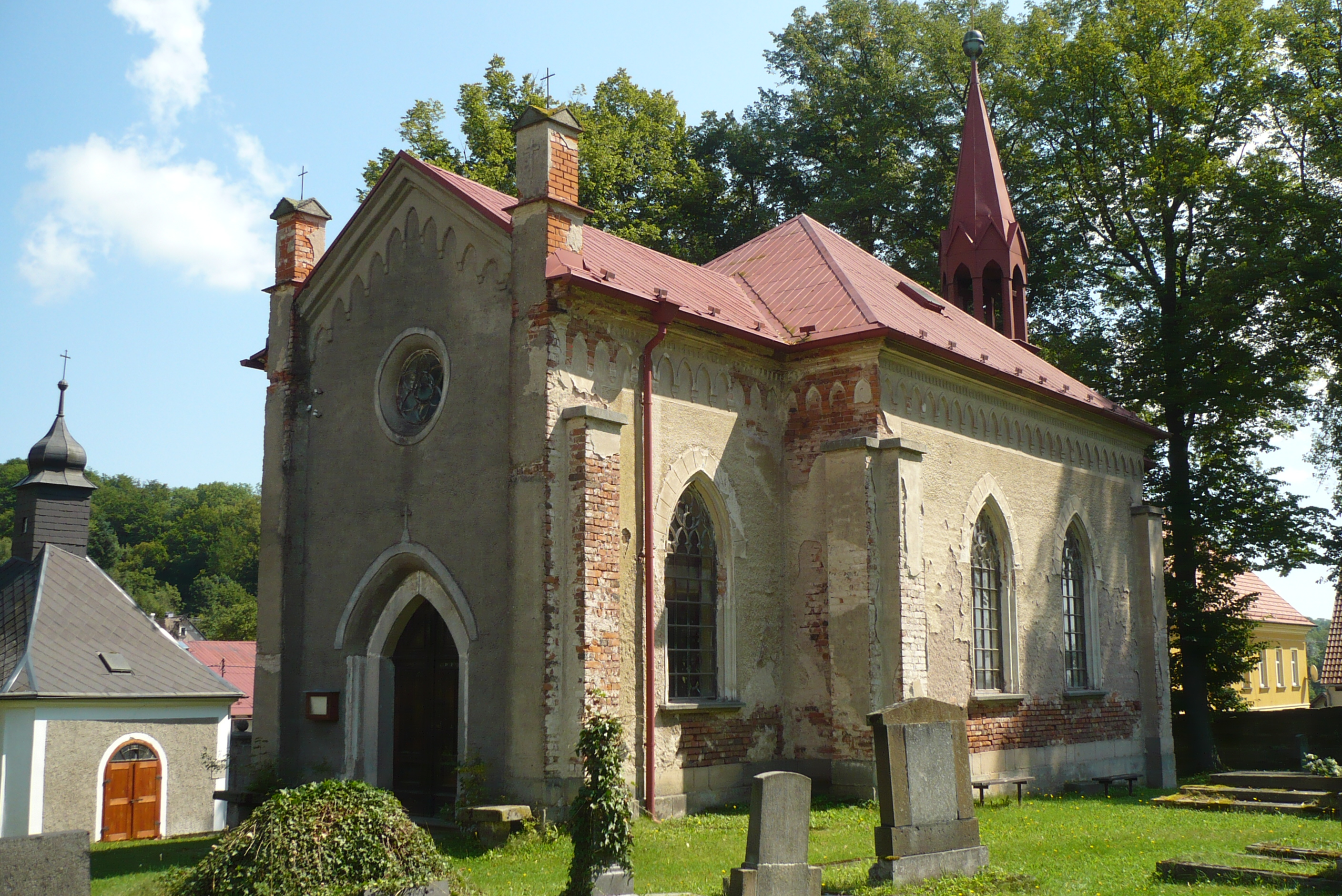
Kaplica cmentarna
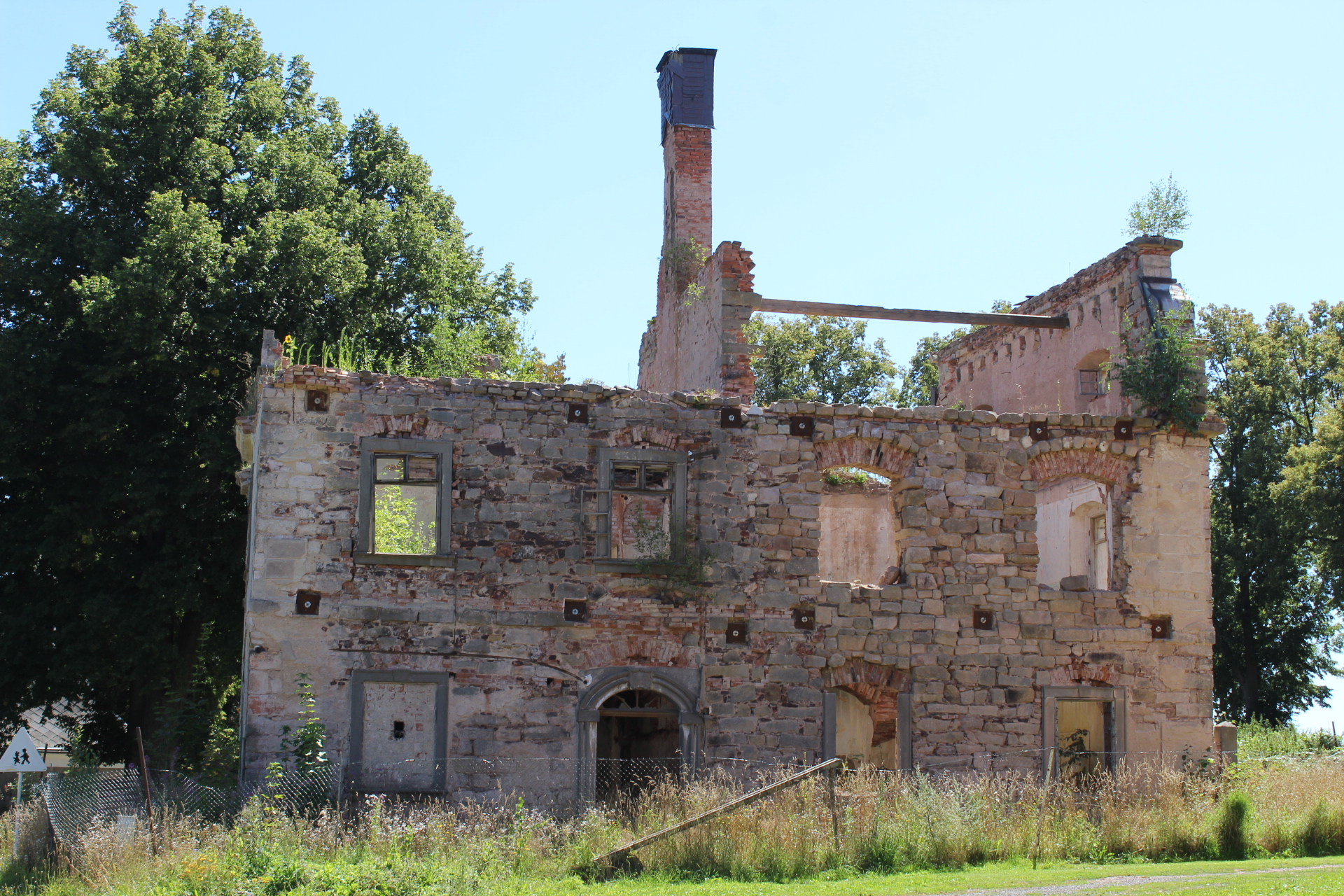
Plebania (2025)
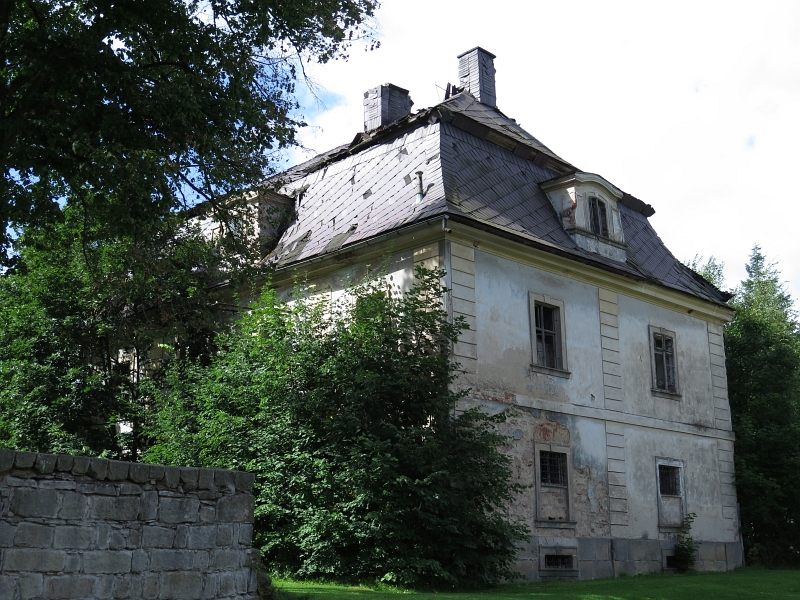
Plebania (2017)
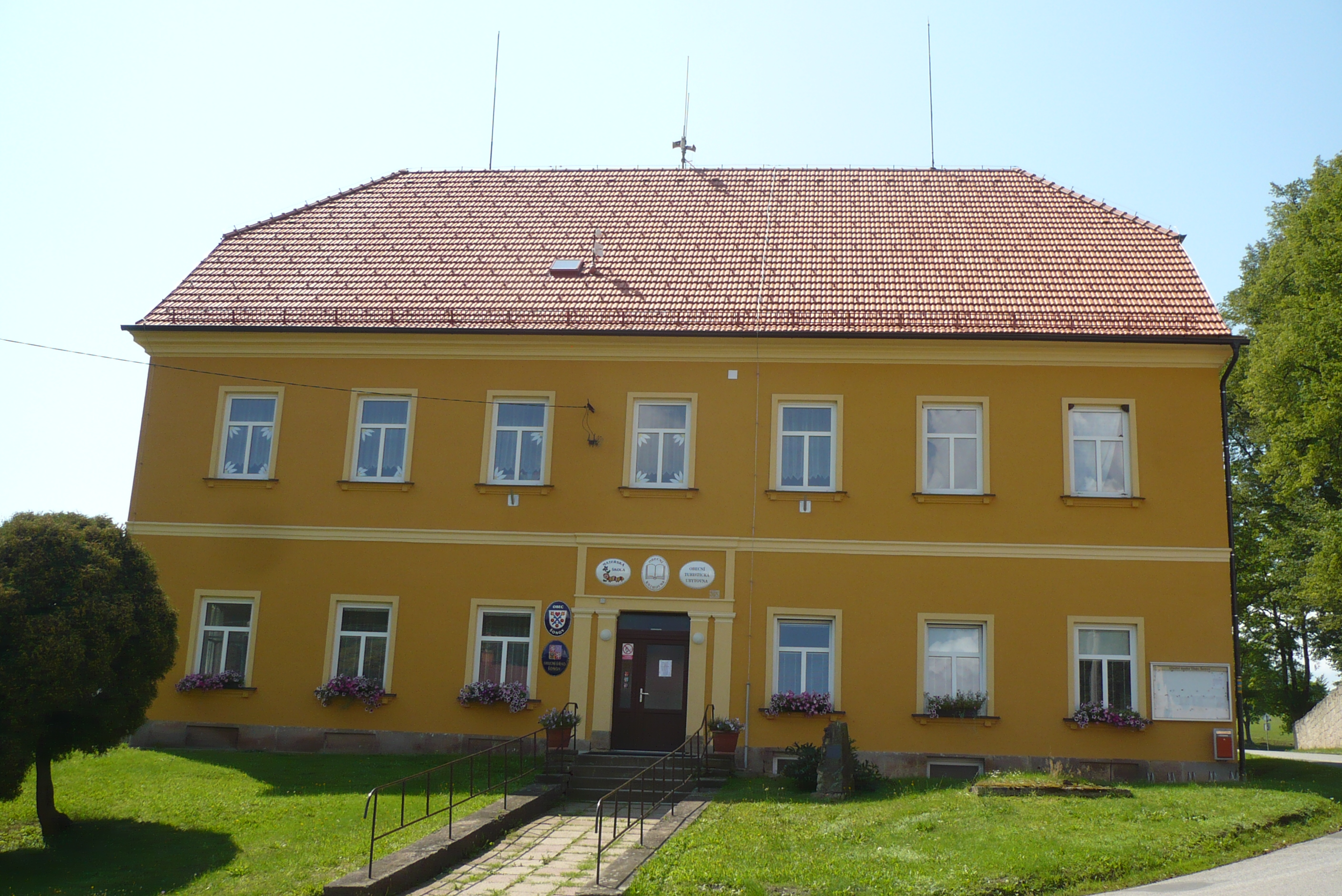
Urząd Gminy
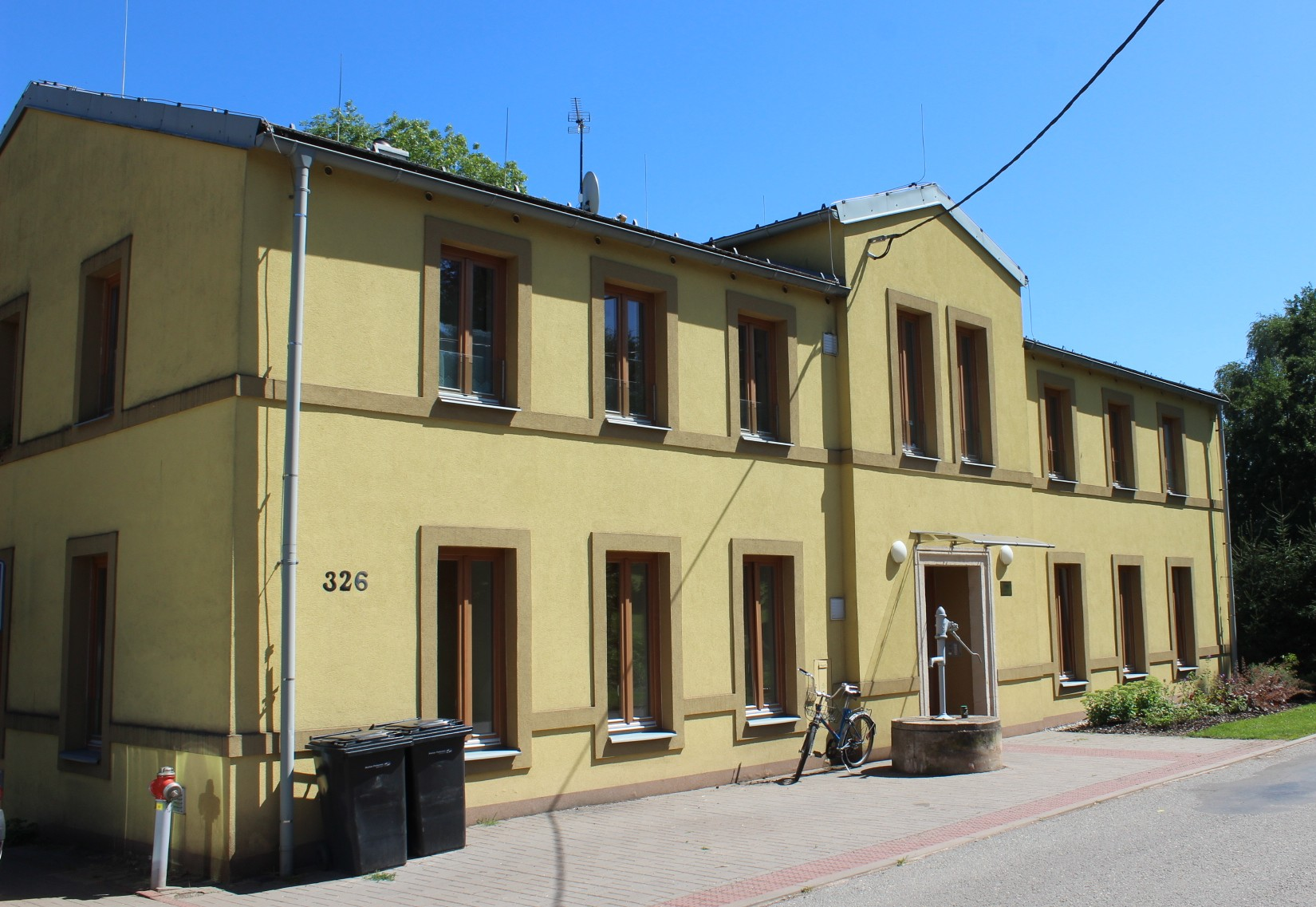
Dom seniora
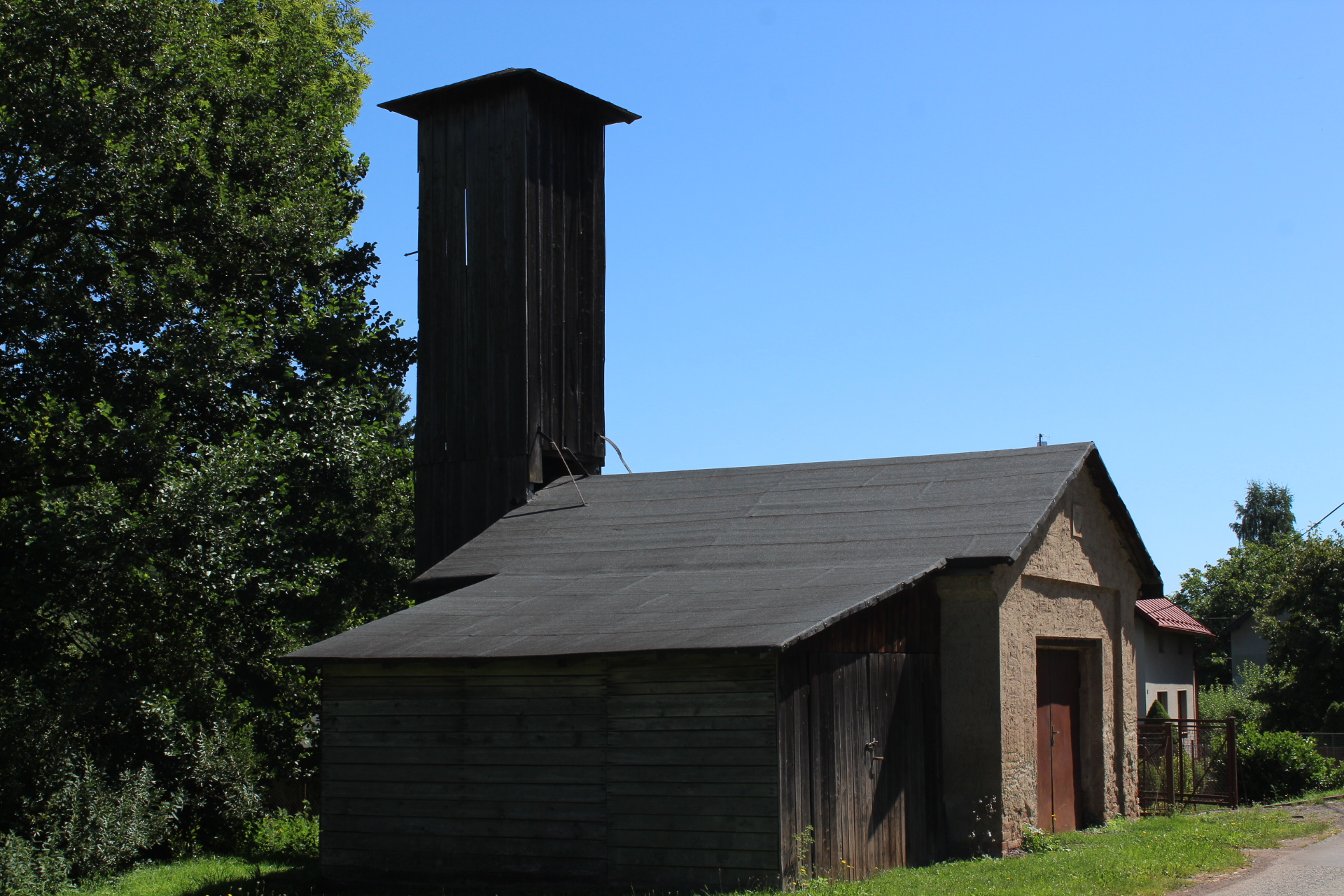
Remiza strażacka
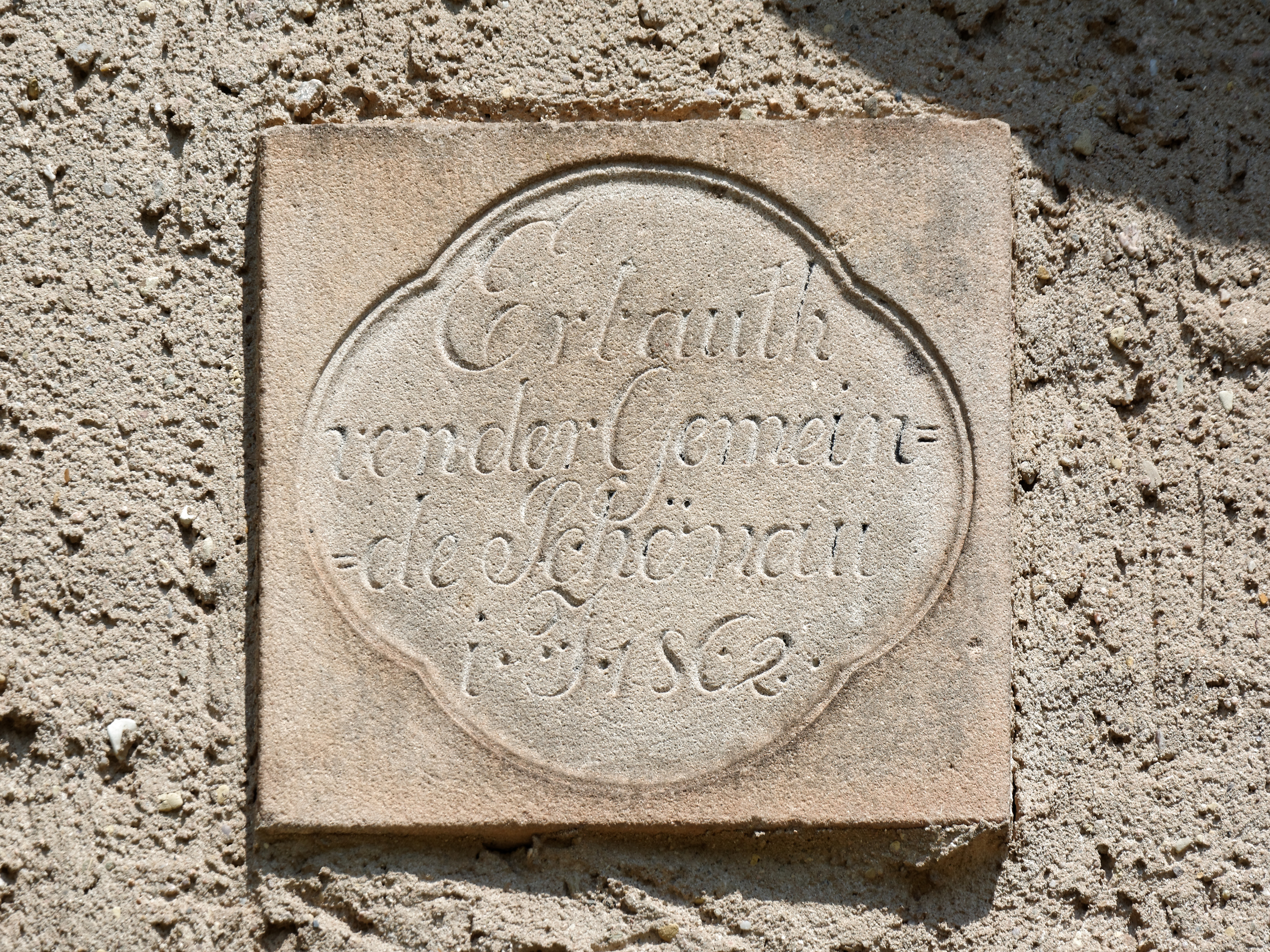
Płycina na remizie
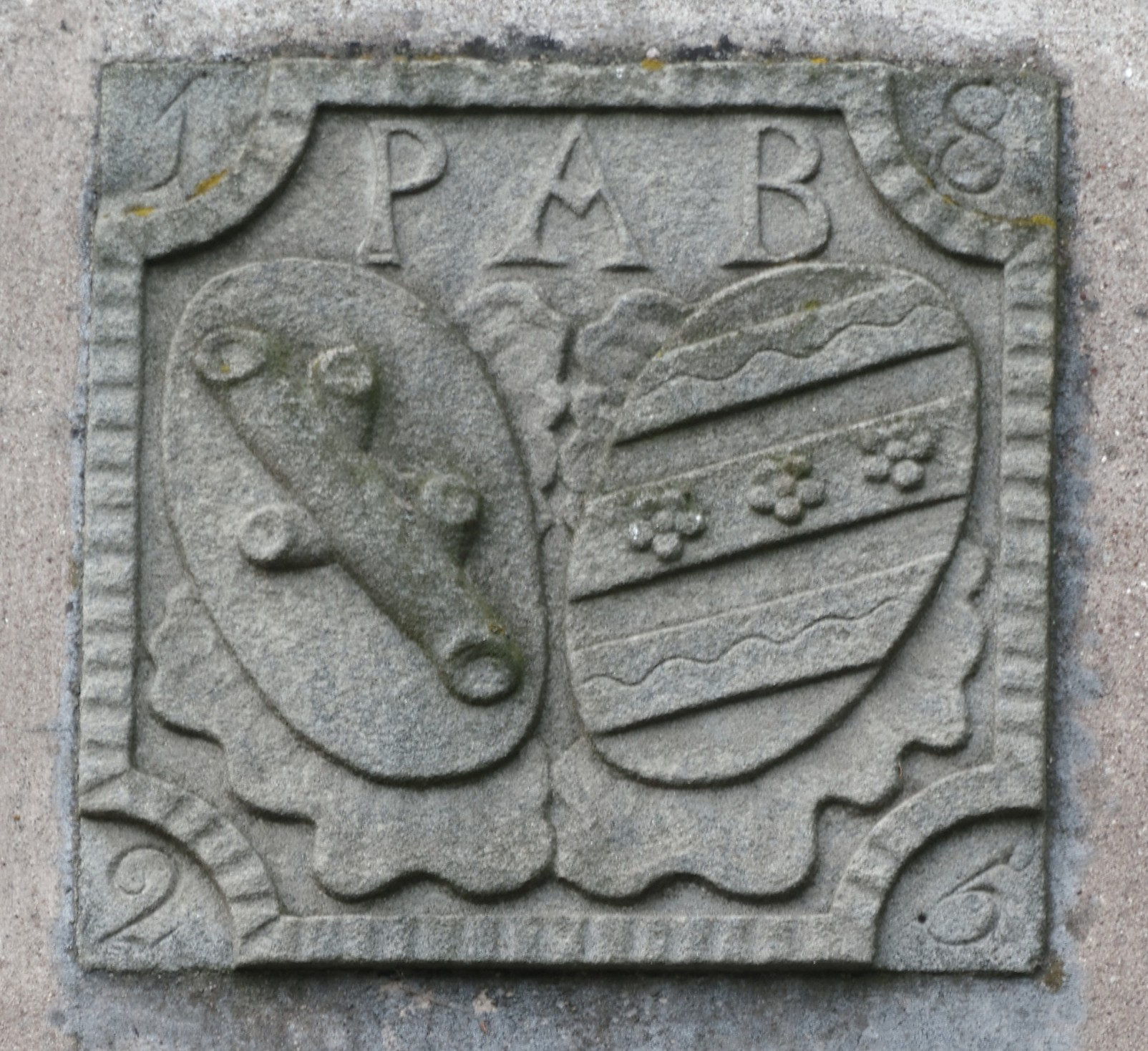
Herby opactwa. P.A.B. 1826<